# Chapelle Sainte-Marie-du-Carmel-et-du-Mont-Liban de Rome
La chapelle Sainte-Marie-du-Carmel-et-du-Mont-Liban (en italien : cappella di Santa Maria del Carmine e del Monte Libano) ou petit temple Carmelo est un édifice religieux situé dans le rione de Sant'Angelo à Rome sur la place Costaguti. La chapelle était dédiée à l'origine à Marie, mais elle est aujourd'hui déconsacrée[style à revoir].

## Historique
La chapelle est construite à partir de 1759 comme un petit temple oratoire de quartier auquel l'un des noms de Marie est donné, soit Notre-Dame du Mont-Carmel. Il est restauré une première fois en 1825 puis en 1862 et 1876 avec le financement des fidèles, profané par la suite et restauré à nouveau en 1892.
L'édifice est déconsacré au XXe siècle, et vient à être utilisé durant de nombreuses années par un cordonnier avant d'être laissé à l'abandon. Les services archéologiques de la ville l'acquièrent alors pour le restaurer intégralement en 2005 grâce aux travaux d'Arianna Cajano.

## Architecture
La chapelle présente la forme d'un kiosque semi-circulaire ou ovale, à colonnade de travertin, donnant directement sur la voirie, et couvert d'une demi-coupole.

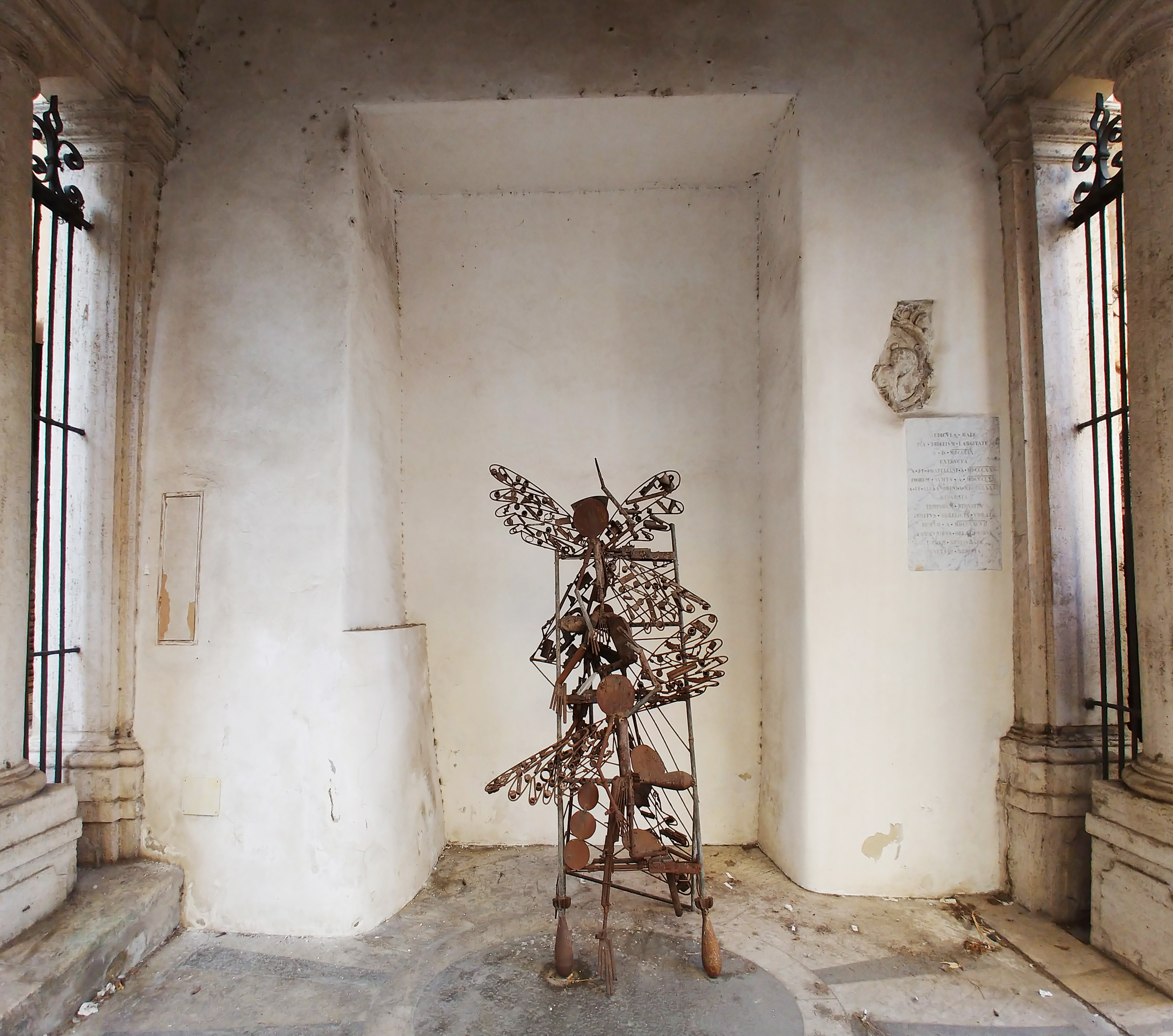
Sculpture à l'intérieur

## Note et référence
1. ↑  Inscription lapidaire dans la chapelle.
2. ↑  (it) Serenella Napolitano, « Quel tempio abbandonato nel Ghetto di Roma », sur abitarearoma.net, 26 juin 2012.